# Richard Coyle
Richard Coyle (Sheffield, 27 de fevereiro de 1972) é um ator britânico.
Formado em Filosofia pela Universidade de Iorque, não atuou na área, pois seu interesse sempre foi a profissão de ator. Depois de formado na Bristol Old Vic Theatre School, passou a integrar elencos de produções cinematográficas e televisivas do Reino Unido e dos Estados Unidos da América, como Topsy-Turvy, Happy Now, O Libertino, Cracker, A Good Year, 5 Days of War, Covert Affairs, Chilling Adventures of Sabrina, entre outros.
Também é muito presente em peças encenadas em teatros londrinos, e para isso, possui a sua própria companhia teatral.